# Fonte di Foncalada
La fonte di Foncalada (dal latino fonte incalata) è una fontana di acqua potabile costruita per ordine del re delle Asturie Alfonso III nella città di Oviedo. Si trova nella via (calle) omonima. È l'unico esempio di edificio in stile preromanico delle Asturie conservato fino ai nostri giorni e unica vestigia di edificio eretto ai fini di utilità pubblica dell'Alto medioevo nella città. È considerato il monumento civile di uso continuativo più antico di Spagna.

## Storia
La sua costruzione è basata sulle opere civili romane e, secondo una ricerca effettuata da Francisco Borge, associata recentemente alla comparsa di in quella resti romani nella calle de la Rúa, fu eretta a lato della strada romana che univa il nord e il sud della regione e che inoltre passava davanti alla chiesa di San Julián de los Prados. Secondo lo studio delle sue iscrizioni si crede che la sua costruzione risalga alla prima metà del secolo IX, attribuendola al re Alfonso II.
La sua prima comparsa su documenti ufficiali data dalla fine del secolo XI. Il suo nome proviene da un'iscrizione che si trova in essa fontem calatam, che si può tradurre con "fonte invocata". Secondo recenti lavori archeologici portati a termine da Sergio Ríos e César García de Castro, hanno dimostrato che si trattava di un edificio monumentale destinato ai bagni, dotato però di una forte carica simbolica religiosa, in relazione alla identificazione delle acque, potenzialmente curative, con Gesù Cristo, invocato come Salus nelle iscrizioni che coprono completamente la parte frontale del monumento. Nelle iscrizioni sul vertice del frontone si può vedere la Croce della Vittoria, caratteristica di Alfonso III, con le Alfa e Omega dell'Apocalisse di San Giovanni.

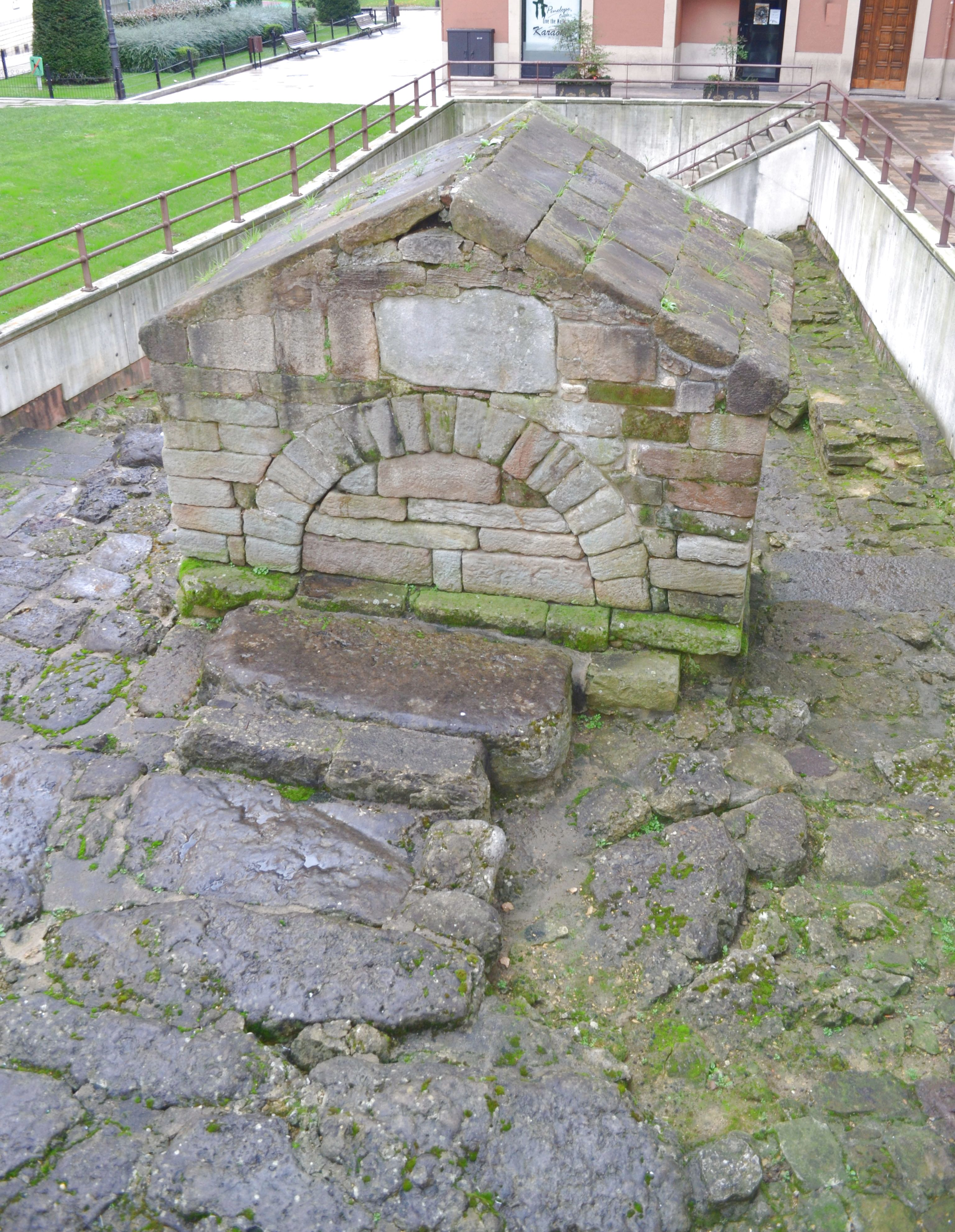
Fontana di Foncalda. Vista posteriore.

Sotto la croce compaiono due iscrizioni (immagine inferiore), così tradotte :
- (HOC SIGN) O TVETVR PIVS, HOC SIGNO VI (NCITVR, INIMICVS)
"Questo segno protegge il pio. Questo segno vince il nemico.
- (SIGNVM SALVTIS PO) NE DOMINE IN FONTE (ISTA VT NON PERMITAS) INTROIRE ANGELVM PERCV (TIENTEM)
"Signore, poni il segno della salvezza in questa fonte affinché non sia permesso l'ingresso all'angelo ribelle"

Il testo corrisponde alla formula usuale impiegata dal monarca Alfonso III e incisa sulle sue opere edili: palazzo, castello-fortezza, ecc., le cui iscrizioni sono fino a oggi conservate con una certa abbondanza.
Esistono altri resti di scritte però il loro degrado è talmente avanzato che ne sono difficili lettura e interpretazione.

## Costruzione

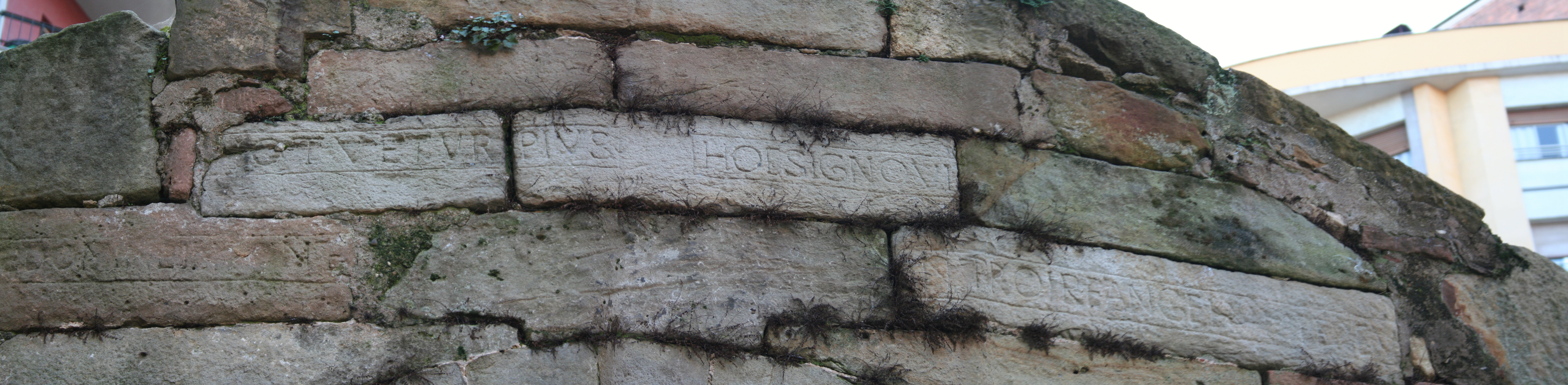
Iscrizione.

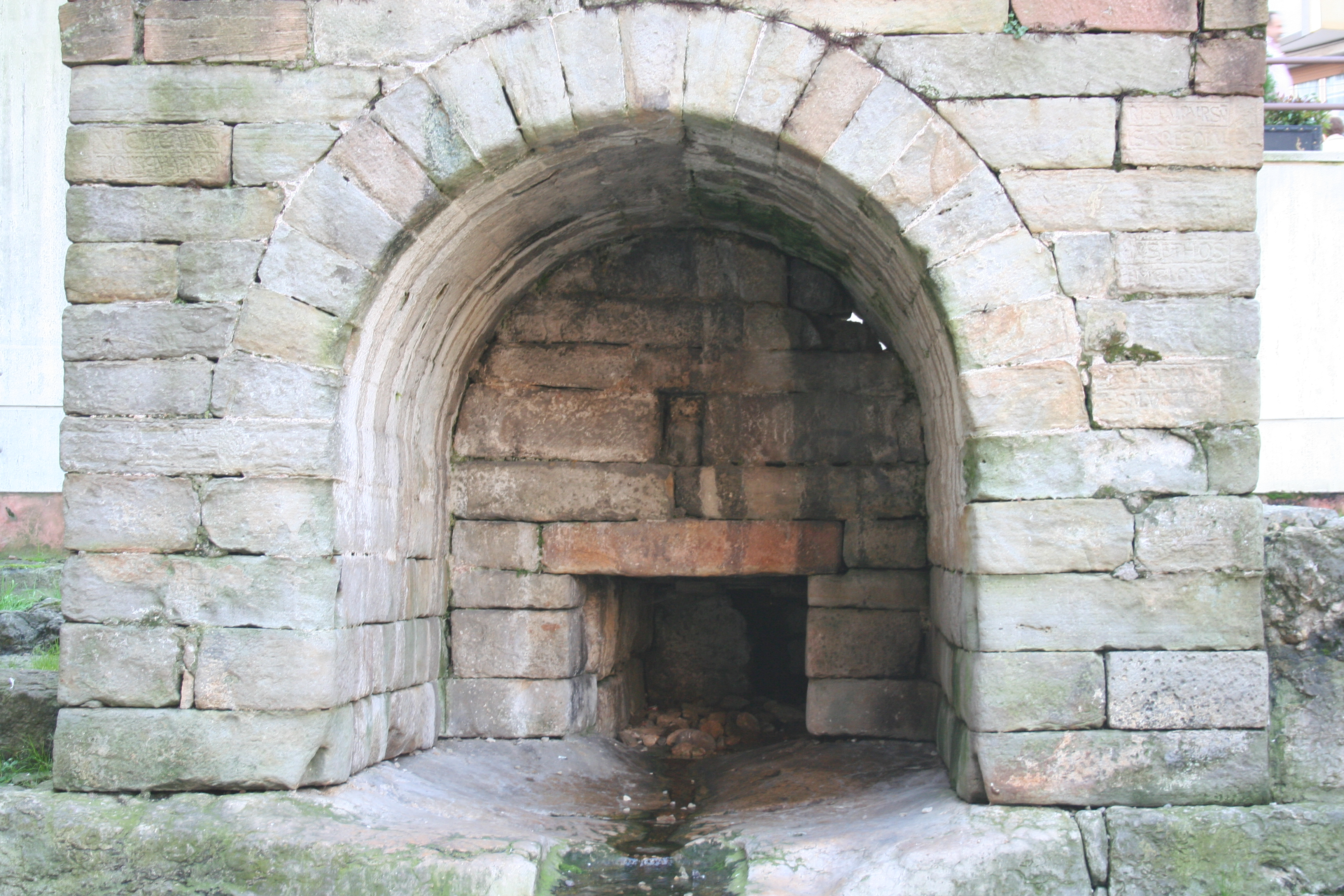
Interno della fontana di Foncalada.

Architettonicamente la fontana ha pianta rettangolare di approssimativamente 4 metri di lato con copertura a due falde, una facciata con arco a tutto sesto che sovrasta l'apertura del vano che ospita la fonte. Tutto questo è costruito in pietra a blocchi squadrati con il frontone triangolare nella parte superiore. Il canale che alimenta la fontana è formato da una grande "scatola" di blocchi calcarei. L'ultima prospezione archeologica ha permesso di portare allo scoperto il primo canale di drenaggio, trovando una parte dell'architrave ornata e un concio con l'iscrizione TIENTEM che mancava nel citato testo scritto in uno dei suoi frontali e che apparteneva alla parola PERCVTIENTEM.
Restaurata negli anni '90, fu dichiarata Patrimonio dell'umanità dall'UNESCO nel 1998 come parte della denominazione Monumenti di Oviedo e del Regno delle Asturie.